# Atopotettix megalocephalus
Atopotettix megalocephalus är en insektsart som beskrevs av Brown, H.D. 1970. Atopotettix megalocephalus ingår i släktet Atopotettix och familjen Lentulidae. Inga underarter finns listade i Catalogue of Life.